# Марк Валерий Мессала Мессалин
Марк Валерий Мессала Мессалин (лат. Marcus Valerius Messalla Messallinus; 36 год до н. э. — после 21 года н. э.) — римский военачальник и политический деятель, консул 3 года до н. э.

## Происхождение
Марк Валерий принадлежал к одному из древнейших патрицианских родов Рима. Он был старшим сыном Марка Валерия Мессалы Корвина от его первого брака с Кальпурнией.

## Биография
Началом карьеры Мессалы Мессалина стало его вхождение в 21 году до н. э. в состав коллегии квиндецемвиров священнодействий. В 3 году до н. э. он занимал должность консула вместе с Луцием Корнелием Лентулом. В 6 году н. э. Марк Валерий был назначен легатом-пропретором Иллирика. Совместно с Тиберием должен был начать борьбу с восстанием Маробода, но при выводе войск волнения охватили и Иллирик, и он был вынужден вернуться для наведения порядка в своей провинции. Сначала понёс некоторые потери от восставших, но затем, применив военную хитрость, нанёс мятежникам поражение, за что был удостоен триумфа. Овидий адресовал ему два стихотворных послания в 11 году с просьбой о содействии в возвращении из ссылки, но не добился от него желаемого. После смерти Августа в 14 году выступил в сенате с предложением о ежегодном возобновлении присяги Тиберию. В 21 году выступил против предложения Цецины Севера запретить наместникам провинций брать с собой жен; в итоге проект был отклонен. По свидетельству современников, обладал хорошими ораторскими способностями.